# Cindy Axne
Cynthia Lynne "Cindy" Axne, nata Wadle (Grand Rapids, 20 aprile 1965), è una politica statunitense, membro della Camera dei Rappresentanti per lo stato dell'Iowa dal 2019 al 2023.

## Biografia
Nata in Michigan, la Axne studiò all'Università dell'Iowa e alla Northwestern University. Lavorò come giornalista e impiegata pubblica nel campo dei servizi amministrativi e del management. Insieme al marito John, con cui ebbe due figli, fondò e gestì una società di design digitale.
Entrata in politica con il Partito Democratico, nel 2018 si candidò alla Camera dei Rappresentanti contro il deputato repubblicano in carica David Young e riuscì a sconfiggerlo con un margine di due punti percentuali. La Axne e la compagna di partito Abby Finkenauer, che divenne deputata nel primo distretto congressuale, divennero così le prime donne elette alla Camera dallo stato dell'Iowa.
Riconfermata per un secondo mandato nel 2021, due anni più tardi risultò sconfitta dal repubblicano Zach Nunn con un margine dello 0,6%.